# Aplocheilichthys jeanneli
Aplocheilichthys jeanneli е вид лъчеперка от семейство Poeciliidae. Видът е незастрашен от изчезване.

## Разпространение
Разпространен е в Етиопия и Кения.

## Описание
На дължина достигат до 3,5 cm.